# Eudoxus (cráter)

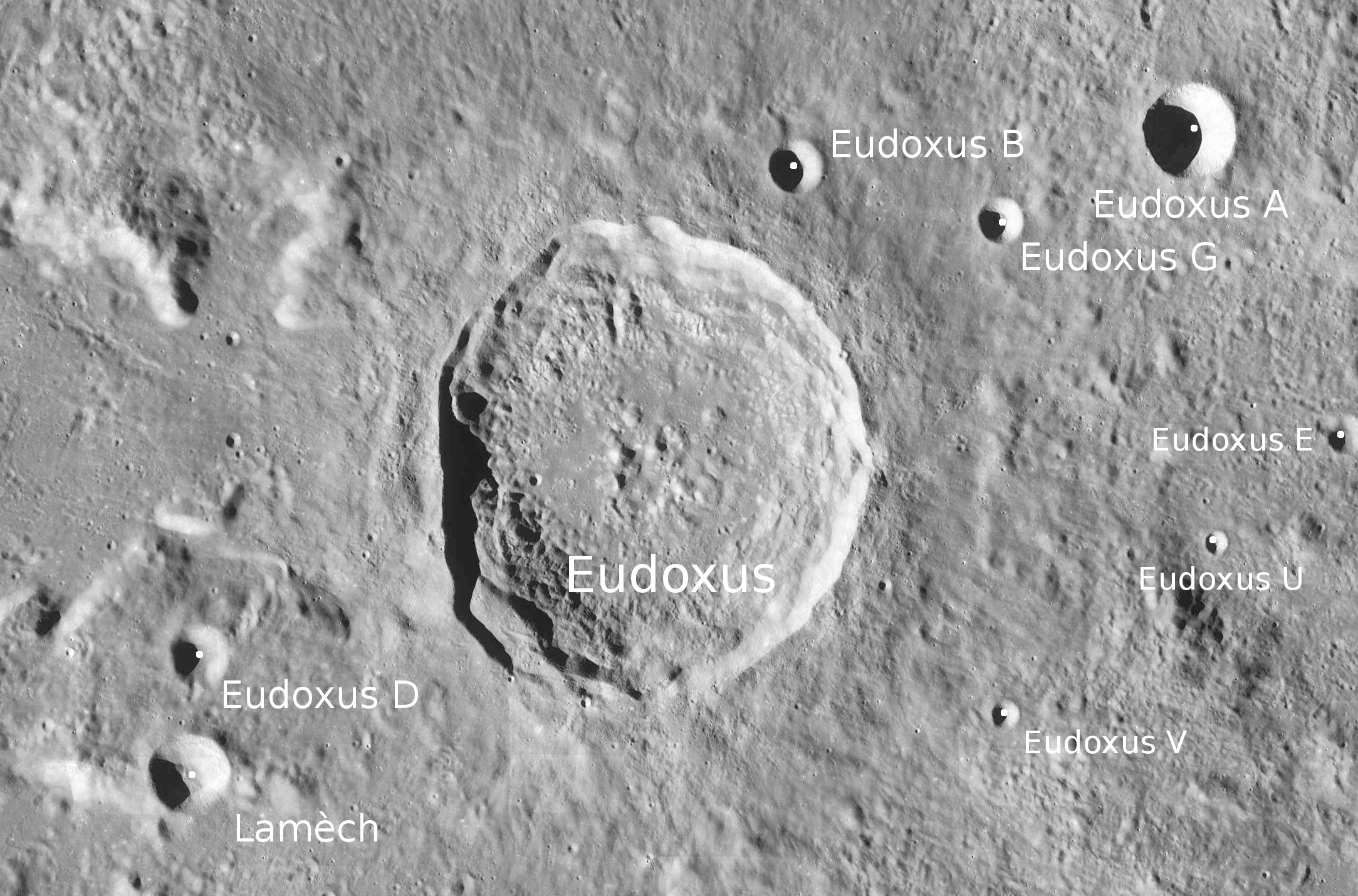
Localización de Eudoxus.
Fotografía de la misión Lunar Reconnaissance Orbiter

Eudoxus es un destacado cráter de impacto situado en las regiones visibles del norte de la Luna, al este del extremo norte de los Montes Caucasus y al sur del prominente cráter Aristóteles. Al sur aparece un cráter muy deteriorado, Alexander, con el pequeño cráter Lamèch ubicado al suroeste.
|  |  |

El brocal de Eudoxus presenta una serie de terrazas en la pared interior, y un conjunto de rampas ligeramente desgastadas sobre el exterior. Carece de un único pico central, pero presenta un grupo de colinas bajas sobre el punto medio de la planta. El resto del suelo interior está relativamente a nivel. Eudoxus posee un sistema de marcas radiales y por lo tanto se le asigna como parte del Sistema Copernicano.

## Cráteres satélite
Por convención estos elementos son identificados en los mapas lunares poniendo la letra en el lado del punto medio del cráter que está más cerca de Eudoxus.
|         | \| Eudoxus \| Coordenadas \| Diámetro \| \| ------- \| ---------------------------- \| -------- \| \| A \| 45°48′N 20°00′E / 45.8, 20.0 \| 14 km \| \| B \| 45°36′N 17°24′E / 45.6, 17.4 \| 8 km \| \| D \| 43°18′N 13°12′E / 43.3, 13.2 \| 10 km \| \| E \| 44°18′N 21°06′E / 44.3, 21.1 \| 6 km \| \| G \| 45°24′N 18°48′E / 45.4, 18.8 \| 7 km \| \| J \| 40°48′N 20°12′E / 40.8, 20.2 \| 4 km \| \| U \| 43°54′N 20°18′E / 43.9, 20.3 \| 4 km \| \| V \| 43°06′N 18°54′E / 43.1, 18.9 \| 4 km \| |          |
| Eudoxus | Coordenadas | Diámetro |
| A       | 45°48′N 20°00′E / 45.8, 20.0 | 14 km    |
| B       | 45°36′N 17°24′E / 45.6, 17.4 | 8 km     |
| D       | 43°18′N 13°12′E / 43.3, 13.2 | 10 km    |
| E       | 44°18′N 21°06′E / 44.3, 21.1 | 6 km     |
| G       | 45°24′N 18°48′E / 45.4, 18.8 | 7 km     |
| J       | 40°48′N 20°12′E / 40.8, 20.2 | 4 km     |
| U       | 43°54′N 20°18′E / 43.9, 20.3 | 4 km     |
| V       | 43°06′N 18°54′E / 43.1, 18.9 | 4 km     |